# Mezistátní utkání české hokejové reprezentace v sezóně 1992/1993
Mezistátní utkání české hokejové reprezentace v sezóně 1992/1993 se hrála 3 na Švédských hokejových hrách 1993, následovala 2 přátelská utkání se Švédskem, 2 utkání na Turnaji tří zemí v Rouenu a konečně 8 utkání na Mistrovství světa v ledním hokeji 1993. Celkem sehrála česká reprezentace 15 utkání s bilancí 12 vítězství, 1 remíza a 2 prohry. 

## Přehled mezistátních zápasů
| Pořadí | Datum       |       | Výsledek                      | Soupeř  | Soutěž                       | Místo utkání    |
| ------ | ----------- | ----- | ----------------------------- | ------- | ---------------------------- | --------------- |
| 1167.  | 11. 2. 1993 | Česko | 6 : 1 (1:0, 2:0, 3:1)         | Rusko   | Švédské hokejové hry 1993    | Stockholm       |
| 1168.  | 12. 2. 1993 | Česko | 2 : 3 (0:2, 0:0, 2:1)         | Švédsko | Švédské hokejové hry 1993    | Stockholm       |
| 1169.  | 14. 2. 1993 | Česko | 8 : 7 (1:1, 3:4, 4:2)         | Kanada  | Švédské hokejové hry 1993    | Stockholm       |
| 1170.  | 9. 4. 1993  | Česko | 3 : 0 (1:0, 0:0, 2:0)         | Švédsko | přátelsky                    | Mariánské Lázně |
| 1171.  | 10. 4. 1993 | Česko | 5 : 2 (2:0, 1:0, 2:2)         | Švédsko | přátelsky                    | Litvínov        |
| 1172.  | 14. 4. 1993 | Česko | 4 : 1 (3:0, 0:0, 1:1)         | Norsko  | Turnaj tří zemí              | Rouen           |
| 1173.  | 15. 4. 1993 | Česko | 2 : 1 (1:0, 1:0, 0:1)         | Francie | Turnaj tří zemí              | Rouen           |
| 1174.  | 18. 4. 1993 | Česko | 1 : 1 (0:0, 0:0, 1:1)         | USA     | Mistrovství světa 1993 (ZS)  | Dortmund        |
| 1175.  | 20. 4. 1993 | Česko | 5 : 0 (0:0, 3:0, 2:0)         | Německo | Mistrovství světa 1993 (ZS)  | Dortmund        |
| 1176.  | 21.4.1993   | Česko | 2 : 0 (1:0, 0:0, 1:0)         | Norsko  | Mistrovství světa 1993 (ZS)  | Dortmund        |
| 1177.  | 24. 4. 1993 | Česko | 6 : 2 (1:0, 2:1, 3:1)         | Francie | Mistrovství světa 1993 (ZS)  | Dortmund        |
| 1178.  | 25. 4. 1993 | Česko | 3 : 1 (0:0, 1:1, 2:0)         | Finsko  | Mistrovství světa 1993 (ZS)  | Dortmund        |
| 1179.  | 28. 4. 1993 | Česko | 8 : 1 (2:0, 2:0, 4:1)         | Itálie  | Mistrovství světa 1993 (ČTF) | Mnichov         |
| 1180.  | 30. 4. 1993 | Česko | 3 : 4pp (2:1, 0:1, 1:1 - 0:1) | Švédsko | Mistrovství světa 1993 (SMF) | Mnichov         |
| 1181.  | 1. 5. 1993  | Česko | 5 : 1 (1:1, 2:0, 2:1)         | Kanada  | Mistrovství světa 1993 (O3M) | Mnichov         |

## Bilance sezóny 1992/93
| Soupeř  | Zápasy | Výhry | Remízy | Prohry | Skóre |
| ------- | ------ | ----- | ------ | ------ | ----- |
| Finsko  | 1      | 1     | 0      | 0      | 3:1   |
| Francie | 2      | 2     | 0      | 0      | 8:3   |
| Itálie  | 1      | 1     | 0      | 0      | 8:1   |
| Kanada  | 2      | 2     | 0      | 0      | 13:8  |
| Německo | 1      | 1     | 0      | 0      | 5:0   |
| Norsko  | 2      | 2     | 0      | 0      | 6:1   |
| Rusko   | 1      | 1     | 0      | 0      | 6:1   |
| Švédsko | 4      | 2     | 0      | 2      | 13:9  |
| USA     | 1      | 0     | 1      | 0      | 1:1   |
| Celkem  | 15     | 12    | 1      | 2      | 63:25 |

## Přátelské mezistátní zápasy
Česko -  Švédsko	3:0 (1:0, 0:0, 2:0)
9. dubna 1993 - Mariánské Lázně

Branky Česko: 11. Petr Hrbek, 50. Miloš Holaň, 59. Petr Rosol.

Branky Švédska: nikdo

Rozhodčí: Schneider (GER) – Fedoročko, Padevět (CZE)

Vyloučení: 6:4

Diváků: 3 700
Česko: Roman Turek – Drahomír Kadlec, Miloš Holaň, Leo Gudas, Miloslav Hořava, Antonín Stavjaňa, Aleš Flašar – Otakar Janecký, Jiří Kučera, Jiří Doležal – Petr Rosol, Radek Ťoupal, Kamil Kašťák – Jan Čaloun, Petr Hrbek, Richard Žemlička – Roman Horák, Petr Kaňkovský, Pavel Geffert.
Švédsko: Aslin – Stillman, Kennholt, Popovic, S. Larsson, Blomten, Akerström – Rennberg, Hansson, Rundqvist – Juhlin, J. Larsson, S. Nilsson – Näslund, Berglund, Forsberg – Ahlund, Bergqvist, F. Nilsson.
 Česko -  Švédsko	5:2 (2:0, 1:0, 2:2)
10. dubna 1993 - Litvínov	

Branky Česko: 17. Bedřich Ščerban, 18. Martin Hosták, 23. Richard Žemlička, 49. Leo Gudas, 60. Martin Hosták

Branky Švédska: 42. Forsberg, 58. S. Larsson.

Rozhodčí: Schneider (GER) – Fedoročko, Padevět (CZE)

Vyloučení: 3:4 (2:0)

Diváků: 5 000
Česko: Petr Bříza – Drahomír Kadlec, Miloš Holaň, Leo Gudas, Miloslav Hořava, Bedřich Ščerban, Antonín Stavjaňa – Petr Kaňkovský, Jiří Kučera, Jiří Doležal – Petr Rosol, Martin Hosták, Kamil Kašťák – Jan Čaloun, Roman Horák, Richard Žemlička – Pavel Geffert, Radek Ťoupal, Tomáš Kapusta.
Švédsko: Sundlöv – Kennholt, Stilman, S. Larsson, Popovic, Aakerström, Blomsten – Ottosson, Rundqvist, Hannsson – Bergqvist, F. Nilsson, Ahlund – Näslund, Berglund, Forsberg – Juhlin, L. Larsson, S. Nilsson.